# Pusté Čemerné
Pusté Čemerné é um município da Eslováquia, situado no distrito de Michalovce, na região de Košice. Tem 6,68 km² de área e sua população em 2018 foi estimada em 367 habitantes.

## Demografia
| Ano:        | 1994 | 2004   | 2014   | 2024   |
| ----------- | ---- | ------ | ------ | ------ |
| Broj ljudi: | 374  | 372    | 352    | 374    |
| Razlika:    |      | -0,53% | -5,37% | +6,25% |

| Ano:               | 2023 | 2024   |
| ------------------ | ---- | ------ |
| Número de pessoas: | 364  | 374    |
| Diferença:         |      | +2,74% |